# Jagdpanzer 38(t)

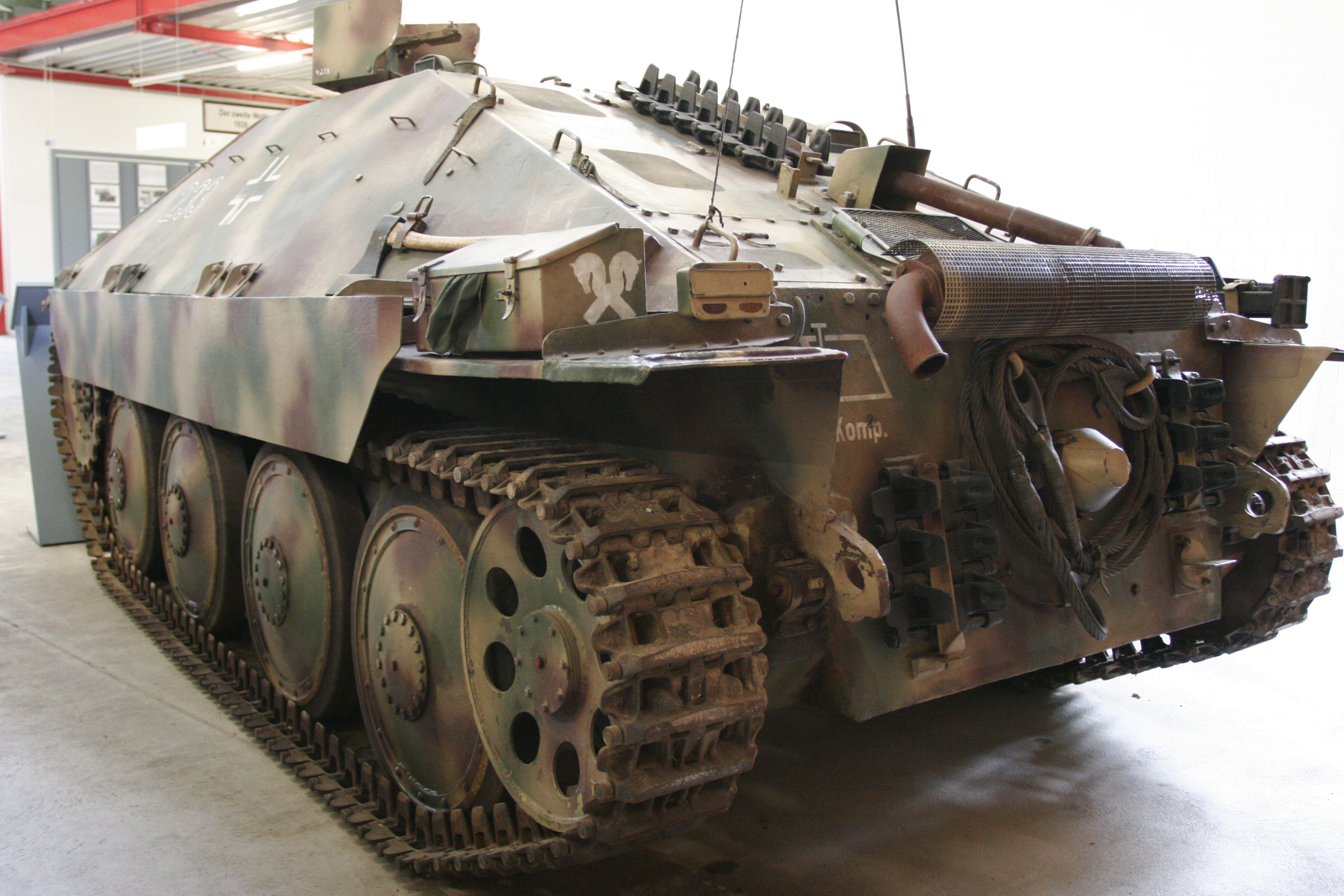
Achteraanzicht Hetzer in het Pantsermuseum Munster.

De Jagdpanzer 38(t) (bijgenaamd Hetzer, opruier), ook wel Sd.Kfz. 138/2, was een specifiek ontworpen tankjager en deed dienst in het Duitse leger tijdens de Tweede Wereldoorlog. De naam Hetzer ontstond al in 1944, maar werd pas na de oorlog algemeen als bijnaam van de Jagdpanzer 38(t) bekend; eigenlijk werd er een ander prototype mee aangeduid.

## Ontwerp
Bij de annexatie van Tsjecho-Slowakije in 1938 viel ook de gehele industrie van de Tsjechen in handen van de Duitsers. Met name de Škoda en ČKD fabrieken waren uiterst interessant. Deze firma's hadden in de voorgaande jaren twee zeer capabele en ten dele betrouwbare tanks ontwikkeld en gebouwd voor het Tsjechische leger: respectievelijk de LT-35 en de LT-38. Beide waren in principe lichte tanks, daar ze slechts rond de tien ton massa hadden. De betrouwbare LT-38 was ontworpen als de opvolger van de onderhoudsgevoelige LT-35 en voldeed aan de toen geldende eisen voor tankontwerp. De tank, die in kleine aantallen in handen van de Duitsers viel en tijdens de bezetting nog enkele jaren in productie bleef, deed dienst in de Panzerwaffe tijdens de Poolse Veldtocht en Fall Gelb in de lage landen en Frankrijk. Het 37,2 mm L/47,8 kanon was niet zo krachtig maar voldeed nog in de vroege oorlogsjaren. Tot 1942 zijn er naar schatting 1700 geproduceerd.
Na de inval in de Sovjet-Unie in 1941 (Operatie Barbarossa) werd het duidelijk dat Duitsland meer mobiele antitankplatformen nodig had. In alle haast werden enkele tussenoplossingen bedacht. Dit resulteerde in onder andere de Marder-serie: buitgemaakte of verouderde tanks werden uitgerust met een zwaarder 75 mm PAK of een 76,2 mm Sovjet (buitgemaakt) AT-kanon. Onder deze buitgemaakte of verouderde tanks vielen onder andere de PzKpfw I, PzKpfw II, Renault R35 en Panzerkampfwagen 38(t). De Marder-serie was relatief succesvol, mede dankzij het tactische vernuft van Duitse commandanten en het krachtige kanon. De bemanning was echter niet of amper beschermd: dunne pantserplaten voor en opzij en geen dak. Zodoende vroeg generaal Heinz Guderian in 1943 dringend om een lichte, snelle en vooral goed beschermde tankjager. De nieuwe tankjager moest de mobiele antitankeenheden van de infanterie- en Panzergrenadier-divisies uitrusten om een serieus antwoord te bieden aan de constante dreiging van de Sovjet T-34 en KV-1 tanks.
Er werden 2584 exemplaren van de Jagdpanzer 38(t) gebouwd van april 1944 tot het einde van de oorlog, een productietijd van 13 maanden. Het type werd geleverd aan alle onderdelen van de Wehrmacht en kwam aan onder andere het oostfront en tijdens het Ardennenoffensief in actie. Het type werd verder geleverd aan Hongarije en het Russisch Bevrijdingsleger. Ook werden er varianten geproduceerd, waaronder een bergingstank en een variant met een vlammenwerper.
Uit deze tijd stamt ook de benaming Hetzer. Eigenlijk was dit de aanduiding voor een ander prototype, de E-10 (die als opvolger moest dienen), maar bij vergissing gebruikte de fabriek deze naam bij de bijgeleverde documentatie van de eerste voertuigen. De fout werd al snel hersteld en er zijn geen aanwijzingen dat de naam tijdens de oorlog in algemeen gebruik was. Guderian beweerde echter in een memorandum aan Adolf Hitler dat de naam Hetzer spontaan door de troepen bedacht was. Historici van na de oorlog verlieten zich op de waarheid van deze bewering en zo kreeg het voertuig in de boeken al snel de foute naam, waaronder de meesten hem nog steeds kennen.

## Effectiviteit
De Hetzer bewees zich al snel als een uiterst effectieve tankjager. Hij was snel, had een laag profiel en had een krachtig kanon. Een Hetzer was ook relatief goedkoop te produceren, iets wat van veel Duitse pantservoertuigen niet kan worden gezegd. Bij de infanteriedivisies waren de veertien Jagdpanzer 38 vaak de enige pantservoertuigen waar de eenheid over kon beschikken.
Het 75 mm PaK 39 L/48 kanon werd al eerder gebruikt op de PzKpfw IV en was ruimschoots voldoende om iedere middelzware tank uit te schakelen op afstanden tot ruim duizend meter (maximum effectief bereik — dat wil zeggen: 50% trefkans — was 700 m). Zo waren bijvoorbeeld de Britse Cromwell, Amerikaanse Sherman en Russische T-34 niet veilig.
De schuin aflopende bepantsering beschermde de jager uiterst effectief tegen 75 mm en 76,2 mm granaten en zelfs het 85 mm kanon van de Russische T-34/85 had grote moeite om het pantser te doorboren. Schuine bepantsering betekende dat een projectiel sneller afketste en anders veel energie verloor bij inslag. Afhankelijk van de hoek van de bepantsering, de kwaliteit van het gebruikte staal, en het kaliber en de vorm van de inslaande granaat kon dit vele malen meer bescherming bieden dan een rechte pantserplaat van dezelfde dikte: bij de Hetzer die een voorplaat had met een hoek van 60° ongeveer drie maal.

## Gebruik na Tweede Wereldoorlog
De Jagdpanzer 38(t) was geliefd bij zijn gebruikers en gevreesd door zijn tegenstanders. Na de oorlog bleef hij nog enige tijd in productie. Het Tsjecho-Slowaakse leger nam het voertuig in dienst onder de aanduiding ST en beproefde een aantal experimentele varianten.
In de oorlog was Zwitserland neutraal gebleven en kon ook geen wapens kopen in het buitenland. Om aan de behoefte van antitankvoertuigen te voorzien werd de eigen industrie ingeschakeld. Eerst werd een Panzerkampfwagen 38(t) grondig verbouwd tot tankjager, de Nahkampfkanone 1. In 1944 werd met de bouw begonnen van een volledig nieuwe tankjager die de type-aanduiding Nahkampfkanone 2 meekreeg. In 1946 en 1947 werd het voertuig getest, maar de resultaten waren onvoldoende en de ontwikkeling werd in 1947 gestaakt. In 1946 was er ook een alternatief beschikbaar gekomen: Zwitserland bestelde ongeveer 150 Hetzers in Tsjecho-Slowakije. Deze zijn na aanpassingen onder de aanduiding G-13 tot 1974 in gebruik bleven. Door de Koude oorlog was de levering van reserveonderdelen problematisch geworden en het Zwitserse leger besloot bij 86 voertuigen de motoren te vervangen. Deze Hetzers kregen een Saurer V-8 dieselmotor met een cilinderinhoud van 7.698 cc. Het vermogen van de motor was 150 pk. Het rijbereik lag op 260 kilometer op de weg en 170 km in het terrein.

## Galerij

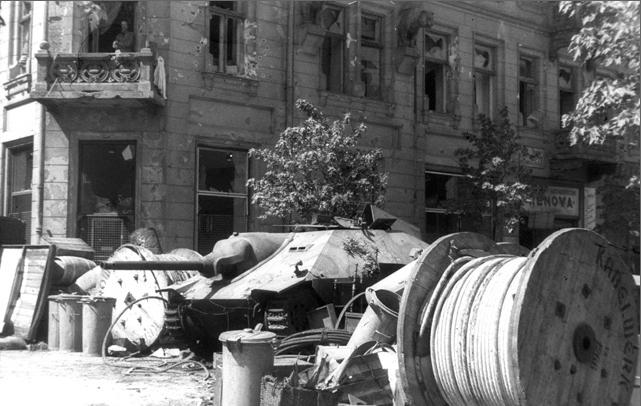
Door de Polen buitgemaakte JPz 38(t) op een barricade gedurende de Opstand van Warschau (1944)
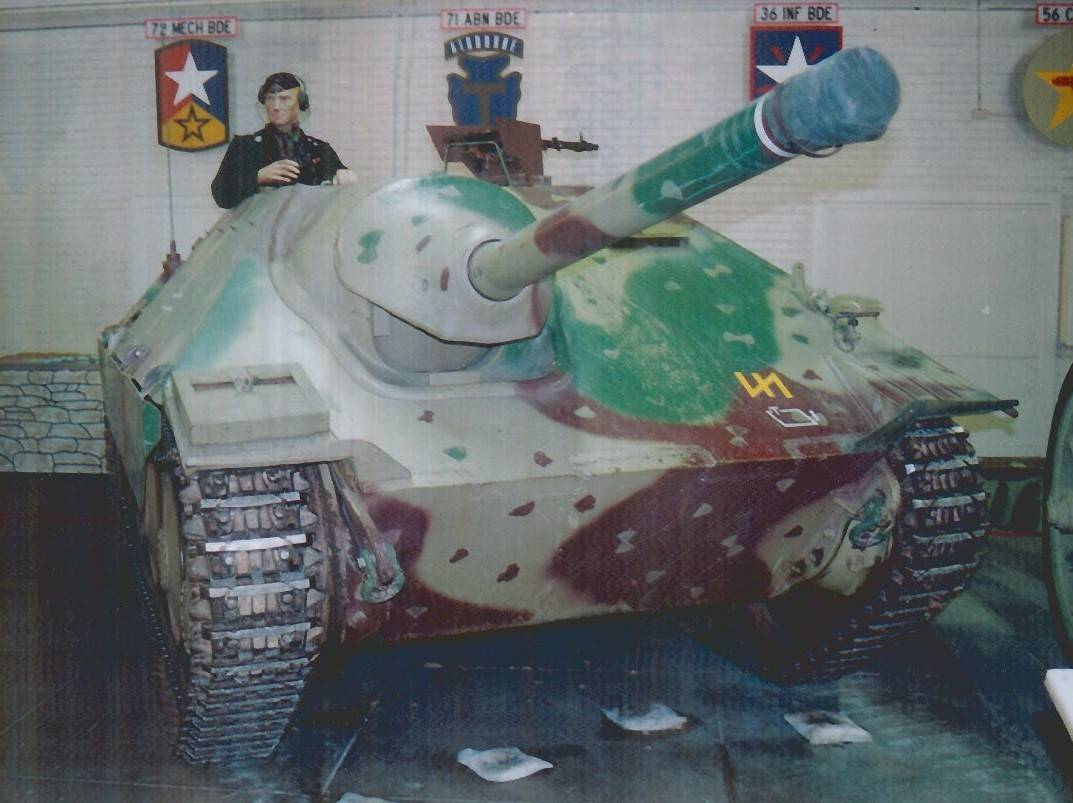
Een JPz 38(t) (Zwitserse G-13 conversie) in het Texas Military Forces Museum in Austin, Texas
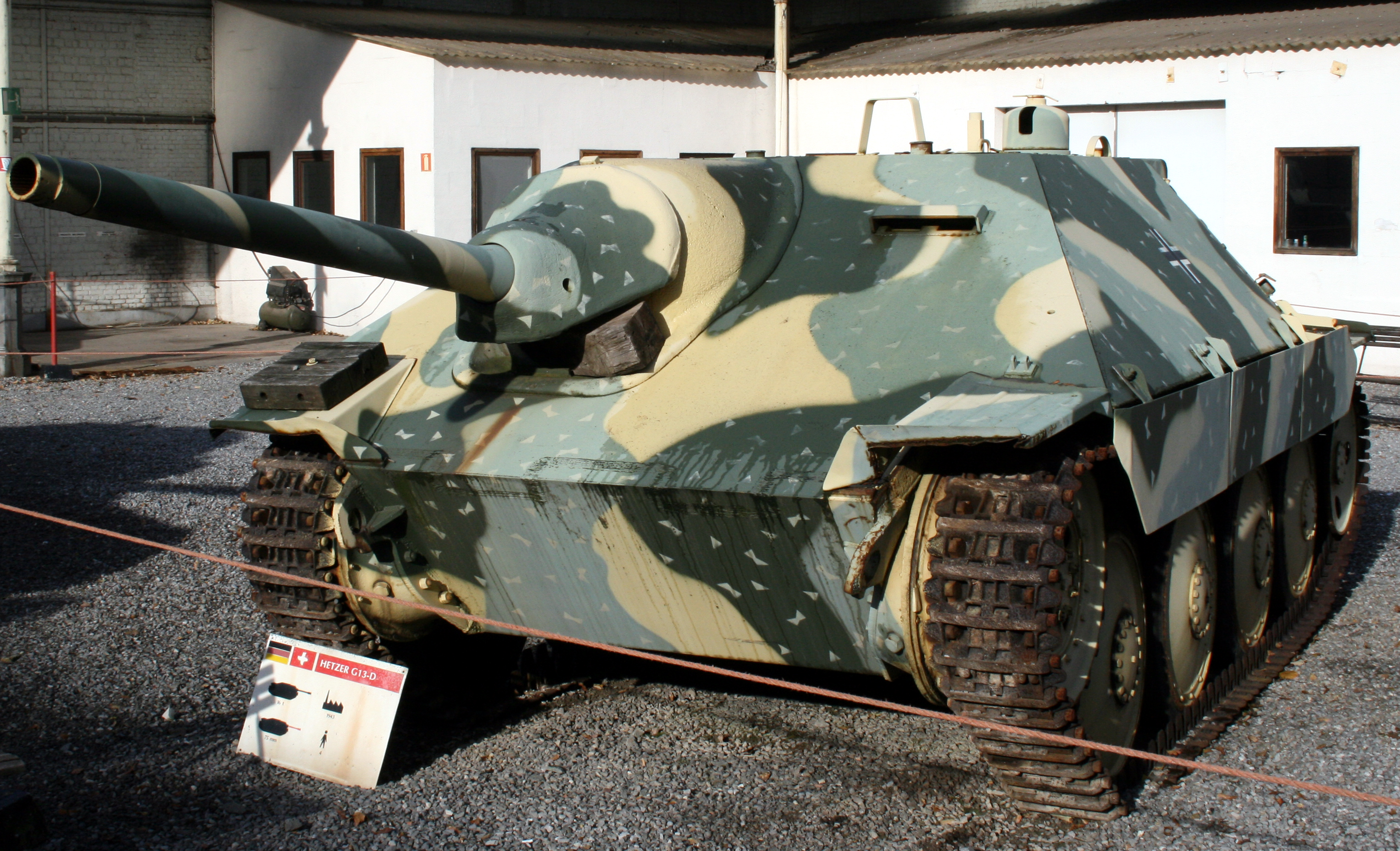
JPz 38(t) tentoongesteld in het Koninklijk Museum van het Leger en de Krijgsgeschiedenis te Brussel
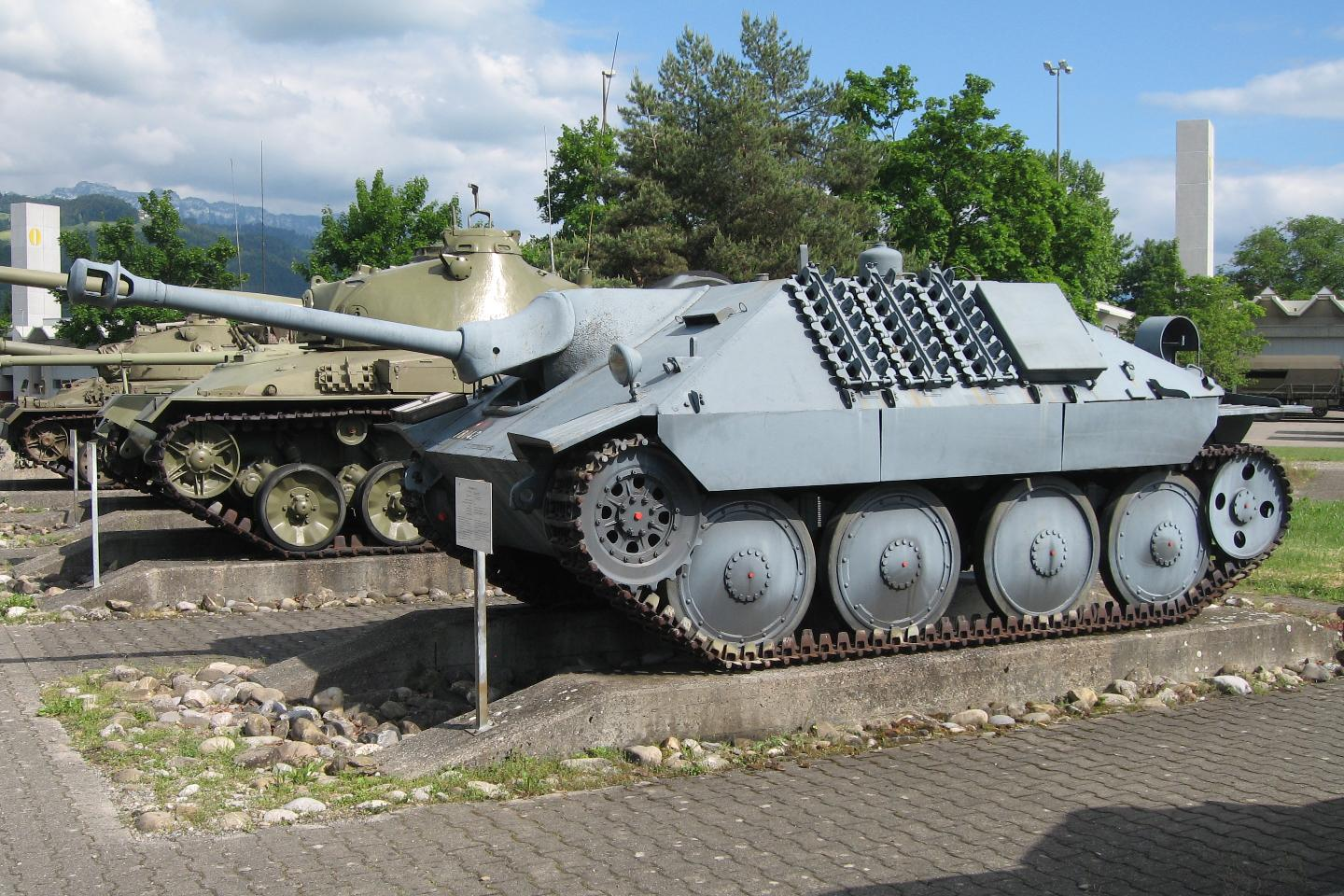
Panzerjäger G 13 (Hetzer) van het Zwitserse Leger tentoongesteld in het Pantsermuseum Thun
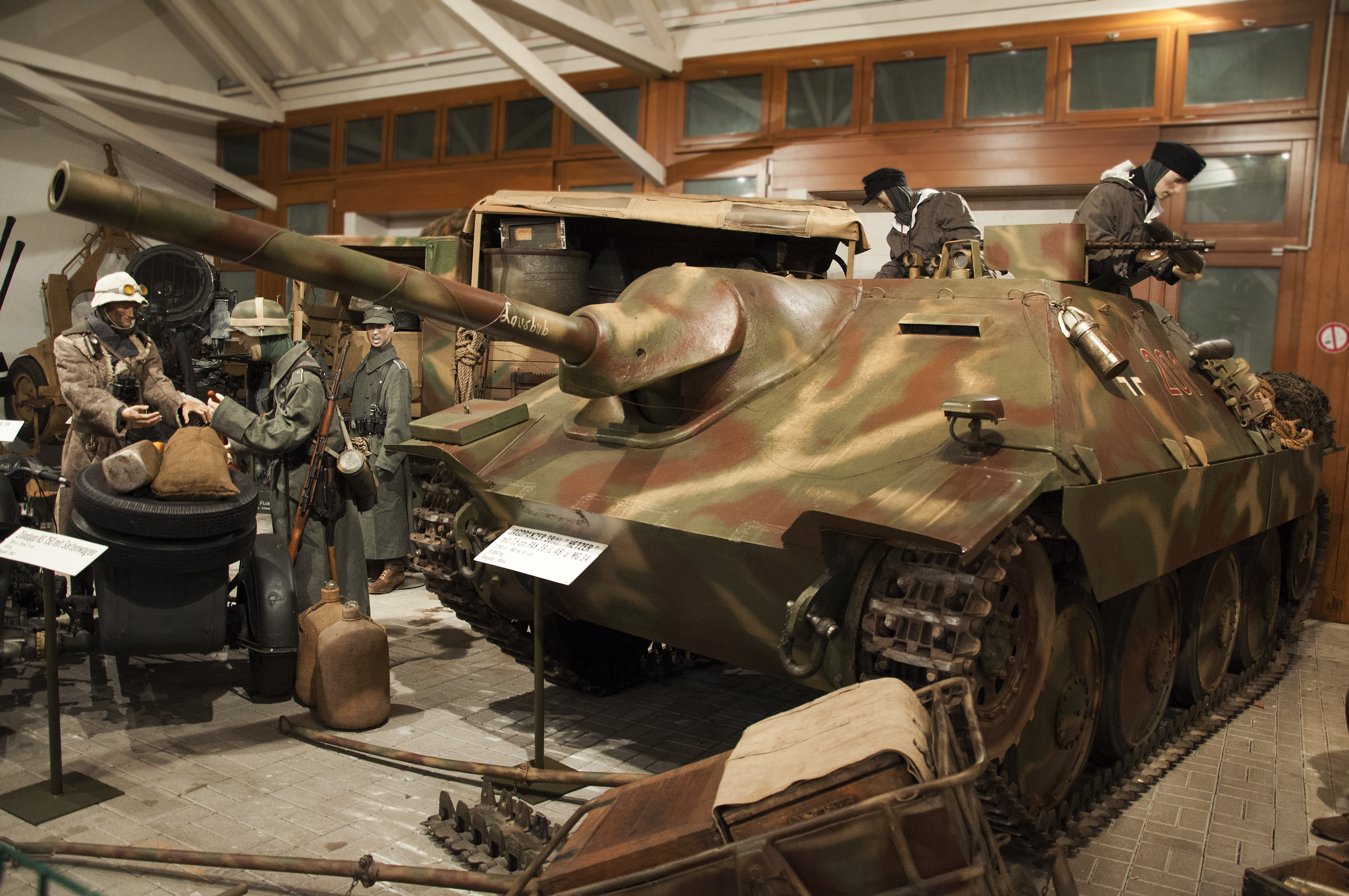
Een Hetzer in het Nationales Militärgeschichtliches Museum te Diekirch